# بيرت لورانس (لاعب كرة قدم أسترالية)
بيرت لورانس (بالإنجليزية: Bert Lawrence)‏ هو لاعب كرة قدم أسترالية أسترالي، ولد في 7 يناير 1902، وتوفي في 1 أغسطس 1975 في أديلايد في أستراليا.

## وصلات خارجية
- بيرتن لورانس على موقع AustralianFootball.com (الإنجليزية)
- بيرتن لورانس على موقع AFLtables.com (الإنجليزية)